# Patinação de velocidade nos Jogos Olímpicos de Inverno de 2010 - 3000 m feminino
As competições de 3000 m feminino da patinação de velocidade nos Jogos Olímpicos de Inverno de 2010 foram disputadas no Richmond Olympic Oval em Vancouver, Colúmbia Britânica, em 14 de fevereiro de 2010.

## Medalhistas
| Ouro   | CZE Martina Sáblíková |
| Prata  | GER Stephanie Beckert |
| Bronze | CAN Kristina Groves   |

## Recordes
Antes desta competição, os recordes mundiais e olímpicos da prova eram os seguintes:
| Tipo | Atleta            | Tempo       | Local          | Data                    |
| ---- | ----------------- | ----------- | -------------- | ----------------------- |
|      | Cindy Klassen     | 3:53.34 min | Calgary        | 18 de março de 2006     |
|      | Claudia Pechstein | 3:57.70 min | Salt Lake City | 20 de fevereiro de 2002 |

Nenhum recorde foi estabelecido nesta prova nos Jogos de Vancouver.

## Resultados
| Pos.              | Par | Raia | Atleta                     | Tempo   | Diferença | Notas |
| ----------------- | --- | ---- | -------------------------- | ------- | --------- | ----- |
| Medalha de ouro   | 11  | O    | CZE Martina Sáblíková      | 4:02.53 | 0.00      |       |
| Medalha de prata  | 13  | O    | GER Stephanie Beckert      | 4:04.62 | +2.09     |       |
| Medalha de bronze | 13  | I    | CAN Kristina Groves        | 4:04.84 | +2.31     |       |
| 4                 | 14  | O    | GER Daniela Anschütz-Thoms | 4:04.87 | +2.34     |       |
| 5                 | 12  | O    | CAN Clara Hughes           | 4:06.01 | +3.48     |       |
| 6                 | 11  | I    | JPN Masako Hozumi          | 4:07.36 | +4.83     |       |
| 7                 | 14  | I    | NED Ireen Wüst             | 4:08.09 | +5.56     |       |
| 8                 | 12  | I    | NOR Maren Haugli           | 4:10.01 | +7.48     |       |
| 9                 | 8   | I    | USA Nancy Swider-Peltz, Jr | 4:11.16 | +8.63     |       |
| 10                | 8   | I    | NED Renate Groenewold      | 4:11.25 | +8.72     |       |
| 11                | 4   | O    | NED Diane Valkenburg       | 4:11.71 | +9.18     |       |
| 12                | 9   | I    | USA Jilleanne Rookard      | 4:13.05 | +10.52    |       |
| 13                | 9   | O    | GER Katrin Mattscherodt    | 4:13.72 | +11.19    |       |
| 14                | 10  | O    | CAN Cindy Klassen          | 4:15.53 | +13.00    |       |
| 15                | 7   | I    | JPN Shiho Ishizawa         | 4:15.62 | +13.09    |       |
| 16                | 3   | O    | AUT Anna Rokita            | 4:16.42 | +13.89    |       |
| 17                | 10  | I    | USA Catherine Raney-Norman | 4:16.59 | +14.06    |       |
| 18                | 3   | I    | RUS Svetlana Vysokova      | 4:16.91 | +14.38    |       |
| 19                | 2   | O    | KOR Noh Seon-Yeong         | 4:17.36 | +14.83    |       |
| 20                | 2   | I    | RUS Galina Likhachova      | 4:17.63 | +15.10    |       |
| 21                | 4   | O    | JPN Eri Natori             | 4:18.18 | +15.65    |       |
| 22                | 7   | O    | CHN Wang Fei               | 4:18.42 | +15.89    |       |
| 23                | 5   | I    | KOR Lee Ju-Youn            | 4:18.87 | +16.34    |       |
| 24                | 5   | O    | POL Luiza Złotkowska       | 4:19.13 | +16.60    |       |
| 25                | 6   | O    | CHN Fu Chunyan             | 4:20.62 | +18.09    |       |
| 26                | 1   | I    | KOR Park Do-Yeong          | 4:20.92 | +18.39    |       |
| 27                | 6   | I    | DEN Cathrine Grage         | 4:20.93 | +18.40    |       |
| 28                | 1   | I    | POL Katarzyna Woźniak      | 4:22.35 | +19.82    |       |

Legenda
| Recorde mundial      | Recorde mundial (World record)               |                       | Recorde africano                      | Recorde africano (African) |                                           | Q | Classificado por posição (Qualified) |
| Recorde olímpico     | Recorde olímpico (Olympic record)            | Recorde da América    | Recorde da América (Americas)         | q                          | Classificado por melhor tempo (Qualified) |   |                                      |
| Melhor marca do ano  | Melhor marca do ano (World leading)          | Recorde asiático      | Recorde asiático (Asian)              | DNS                        | Não largou (Did not start)                |   |                                      |
| Recorde nacional     | Recorde nacional (National record)           | Recorde europeu       | Recorde europeu (European)            | DNF                        | Não terminou (Did not finish)             |   |                                      |
| Recorde pessoal      | Recorde pessoal do atleta (Personal best)    | Recorde da Oceania    | Recorde da Oceania (Oceania)          | DSQ / DQ                   | Desclassificado (Disqualified)            |   |                                      |
| Recorde da temporada | Recorde da temporada do atleta (Season best) | Recorde sul-americano | Recorde sul-americano (South America) | NM                         | Sem marca (No mark)                       |   |                                      |